# Saka (Hiroshima)
Saka (坂町 Saka-chō?) es un pueblo localizado en la prefectura de Hiroshima, Japón. En junio de 2019 tenía una población estimada de 12.762 habitantes y una densidad de población de 813 personas por km². Su área total es de 15,69 km².

## Geografía

### Localidades circundantes
- Prefectura de Hiroshima
  - Hiroshima
  - Kaita
  - Kure

## Demografía
Según los datos del censo japonés, esta es la población de Saka en los últimos años.
| Año del censo | Población |
| ------------- | --------- |
| 1995          | 12.419    |
| 2000          | 12.276    |
| 2005          | 12.399    |
| 2010          | 13.262    |
| 2015          | 12.747    |